# ミス・ポリー・レイ
ミス・ポリー・レイ(英語: Miss Polly Rae、1981年7月8日 -)はイギリスのニュー・バーレスクパフォーマー、歌手、ダンサーである。

## 経歴
ポリー・レイはイングランド、ランカシャーのプレストン出身である。2006年にダンスワークス・スタジオでジョー・キングによるロンドン・アカデミー・オヴ・バーレスクのコースのポスターを見てからバーレスクを始めた。コースに出席してジョーの訓練に強い影響を受け、7人の女性からなるバーレスクグループ、ハーリー・バーリーを結成した。ベティ・ペイジやテンペスト・ストーム、マリリン・モンローといった1940年代から50年代のピンナップモデルから、マドンナといった現代のアーティスト、パリのクレイジー・ホース・キャバレーのレヴューショーなどからクリエティヴな影響を受け、ハーリー・バーリーは2006年にソーホーのソーホー・レヴュー・バー(旧レイモンド・レヴュー・バー)で初めてショーを行った。その後、ソーホー・レヴュー・バーに定期的に出演する他、法曹街にあるバーレスク・サパークラブであるVolupteなどに出演し、ウエスト・エンドにあるレスター・スクエア・シアターに出演した。レスター・スクエア・シアターでのショーはThe StageやWhat's On Stageなどから好評を得た。2007年にハーリー・バーリーはミニストリー・オヴ・バーレスクの最優秀グループ賞を得た。ITVの『アラン・ティッチマーシュ・ショー』などにも出演している。2010年2月にはエロイーズをゲストに迎え、ウィリアム・ベイカーが演出、スティーヴ・アンダーソンが音楽監督をつとめるショーMiss Polly Rae: The All New Hurly Burly Showが開幕した。このショーは『ガーディアン』のマイケル・ビリントンや『デイリー・テレグラフ』のチャールズ・スペンサーなどの劇評家から好評を得て、2011年5月には新しくThe Hurly Burly Showというタイトルでウェスト・エンドのギャリック・シアターに戻ってきた。 ミス・ポリー・レイとハーリー・バーリー・ガールズはダスティ・リミッツやフリスキー・アンド・マニッシュ、アイヴィ・ペイジなどと共演している。
ポリー・レイは歌手でもあり、ショーではペギー・リー、シャーリー・バッシー、メイ・ウェスト、ドリス・デイなどの楽曲を歌うこともある。ソロのパフォーマーとしては2007年にランジェリーメーカーのAgent Provocateurのためパフォーマンスをした他、『ポール・オグレイディ・ショー』にも出演している。2008年にはアイドスのコンピュータゲーム『Battlestations: Pacific』で登場人物のモデルをつとめた。2015年にはロンドン・キャバレー・アウォードの最優秀バーレスク賞を受賞した。